# Núi Stanley
Núi Stanley là một ngọn núi trong dãy núi Ruwenzori. Đây là núi cao nhất ở cả Cộng hòa Dân chủ Congo lẫn Uganda, là núi cao thứ 3 châu Phi, sau Kilimanjaro (5.895 m) và núi Kenya (5.199 m). Các đỉnh núi của nó đủ cao để các sông băng tồn tại.
Núi Stanley bao gồm hai đỉnh chính và nhiều đỉnh thấp hơn khác:
| Đỉnh        | Mét   | Foot   |
| ----------- | ----- | ------ |
| Margherita  | 5.109 | 16.763 |
| Alexandra   | 5.091 | 16.703 |
| Albert      | 5.087 | 16.690 |
| Savoia      | 4.977 | 16.330 |
| Ellena      | 4.968 | 16.300 |
| Elizabeth   | 4.929 | 16.170 |
| Phillip     | 4.920 | 16.140 |
| Moebius     | 4.916 | 16.130 |
| Great Tooth | 4.603 | 15.100 |
Đỉnh Margherita nằm ở đông bắc của Cộng hòa Dân chủ Congo và là đỉnh núi cao thứ 3 ở châu Phi với độ cao 5.109 m (16.762 ft). Đây là đỉnh núi cao nhất trong dãy núi Ruwenzori, đỉnh Margherita tạo thành một phần biên giới quốc gia với Uganda. Ngọn núi này nằm ở đầu thung lũng sông Bujuku và có chóp núi phủ tuyết quanh năm. Người đầu tiên leo lên ngọn núi này là nhà thám hiểm Italia Luigi Amedeo, Công tước xứ Abruzzi, ông đã leo lên đỉnh vào năm 1906 và đã đặt tên cho đỉnh núi này theo tên của Nữ hoàng Italia là Margherita xứ Savoy.